# Geodia amadaiba
Espèce
Geodia amadaiba est une espèce d'éponges de la famille des Geodiidae présente dans les eaux japonaises.

## Systématique
L'espèce Geodia amadaiba a été décrite en 1989 par Senji Tanita (d) et Takaharu Hoshino (d).

## Publication originale
- S. Tanita et T. Hoshino, 1989 : The Demospongiae of Sagami Bay. Biological Laboratory, Imperial Household, Japan.